# Brélès
Brélès [bʁelɛs] (en breton : Brelez) est une commune du département du Finistère, dans la région Bretagne, en France.

## Géographie

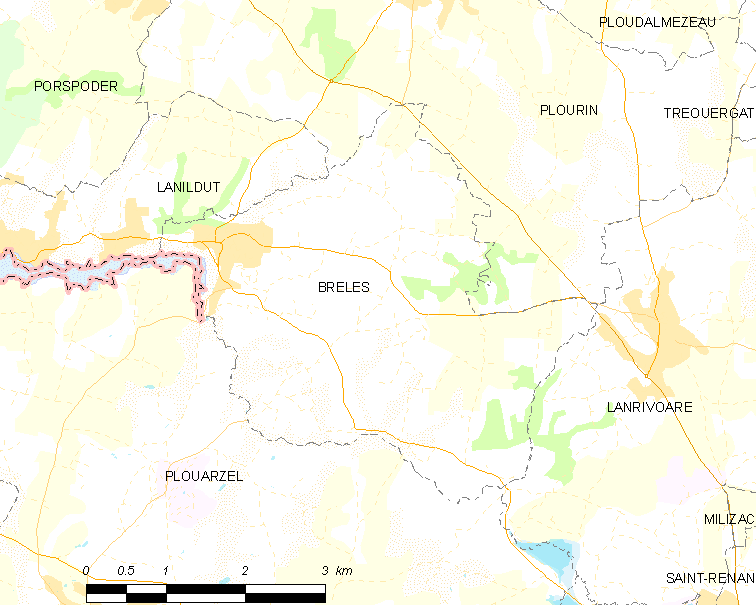
Carte de la commune de Brélès.

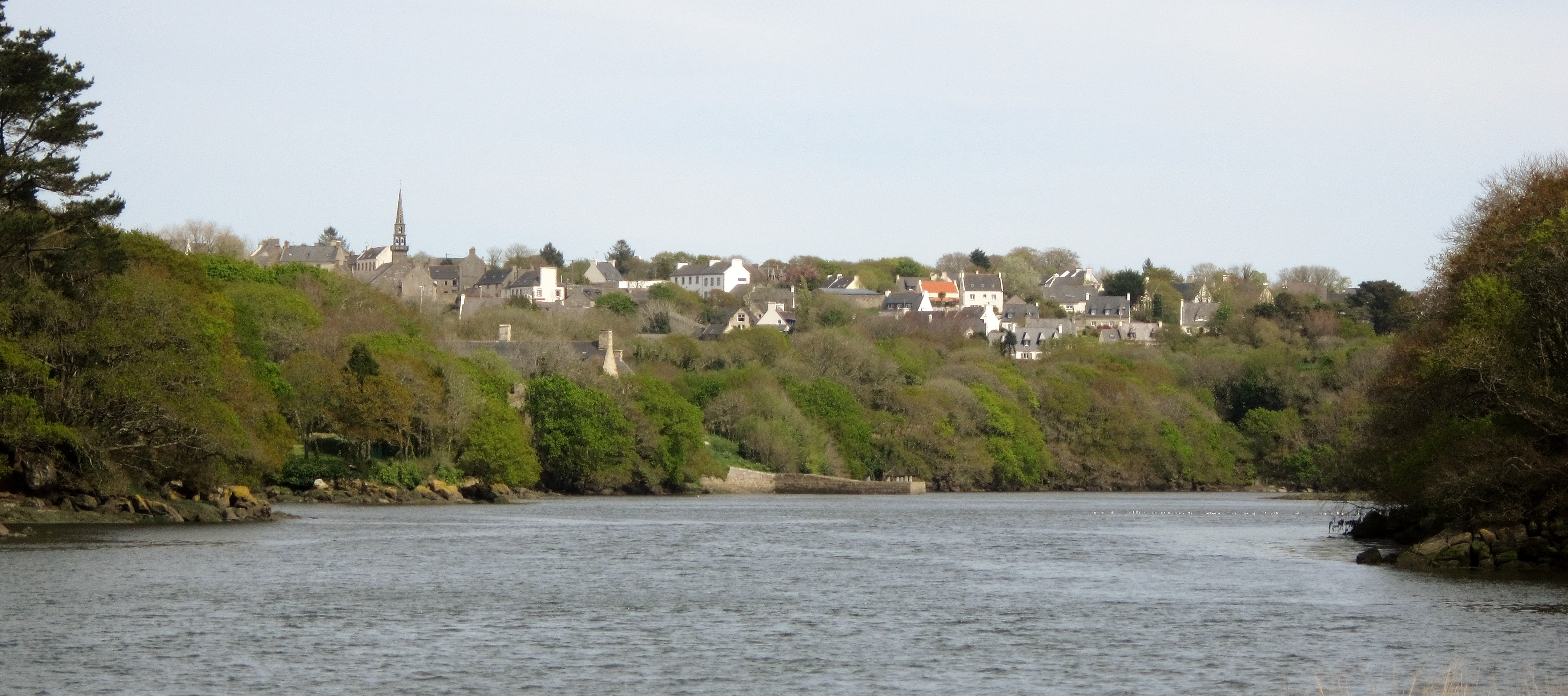
Le bourg de Brélès dominant la partie maritime amont de l'Aber Ildut.

Brélès est une commune littorale de la partie maritime amont de l'Aber Ildut, lequel se jette dans la partie occidentale de la Manche, non loin de sa limite avec l'océan Atlantique. Brélès est à 10 km au nord-ouest de Saint-Renan.

### Communes limitrophes
|          | Plourin   |            |
| Lanildut | Brélès    | Lanrivoaré |
|          | Plouarzel |            |

### Relief
La commune est limitée au sud par la partie fluviale de l'Aber Ildut, qui est un fleuve côtier et au sud-ouest par sa partie maritime, qui est à cet endroit un aber et sépare Brélès de Plouarzel. Au nord-ouest, un autre minuscule fleuve côtier, qui se jette dans la partie maritime de l'Aber Ildut, lui sert de limite communale avec Lanildut. Un autre tout petit fleuve côtier traverse la partie centrale du finage communal, passant juste au sud du bourg avant de se jeter dans l'Aber Ildut. La présence de ces trois cours d'eau explique que Brélès ait un relief vallonné assez accidenté, les altitudes allant de 98 mètres dans la partie orientale de la commune, près de Kerdréanton, jusqu'au niveau de la mer.

### Habitat
Le bourg est situé à une certaine distance de la côte, sur un plateau : c'est là une caractéristique commune à de nombreuses communes littorales bretonnes (par exemple à Plouguerneau, Ploudalmézeau, Landunvez, Plouarzel, Ploumoguer, etc.), les premiers émigrants bretons fixèrent le centre de leurs plous à l'intérieur des terres, probablement par crainte des pirates saxons. Il est excentré dans la partie occidentale du territoire communal.
L'habitat rural est dispersé en un certain nombre d'écarts formés de hameaux et fermes isolées. Brélès étant éloigné des grands centres urbains, la commune n'a connu que peu de création de lotissements périurbains, uniquement au sud-est du bourg traditionnel , et ait échappé à la périurbanisation.

### Hydrographie
Pour un article plus général, voir Réseau hydrographique du Finistère.
La commune est située dans le bassin Loire-Bretagne. Elle est drainée par l'aber Ildut et divers autres petits cours d'eau,.
L'Aber-Ildut, d'une longueur de 24 km, prend sa source dans la commune de Plouzané et se jette  dans la mer d'Iroise en limite de Plouarzel et de Lanildut, après avoir traversé six communes.  Les caractéristiques hydrologiques de l'Aber Ildut sont données par la station hydrologique située sur la commune. Le débit moyen mensuel est de 1,51 m3/s. Le débit moyen journalier maximum est de 16,8 m3/s, atteint lors de la crue du 8 février 2014. Le débit instantané maximal est quant à lui de 19,6 m3/s, atteint le 7 février 2014.

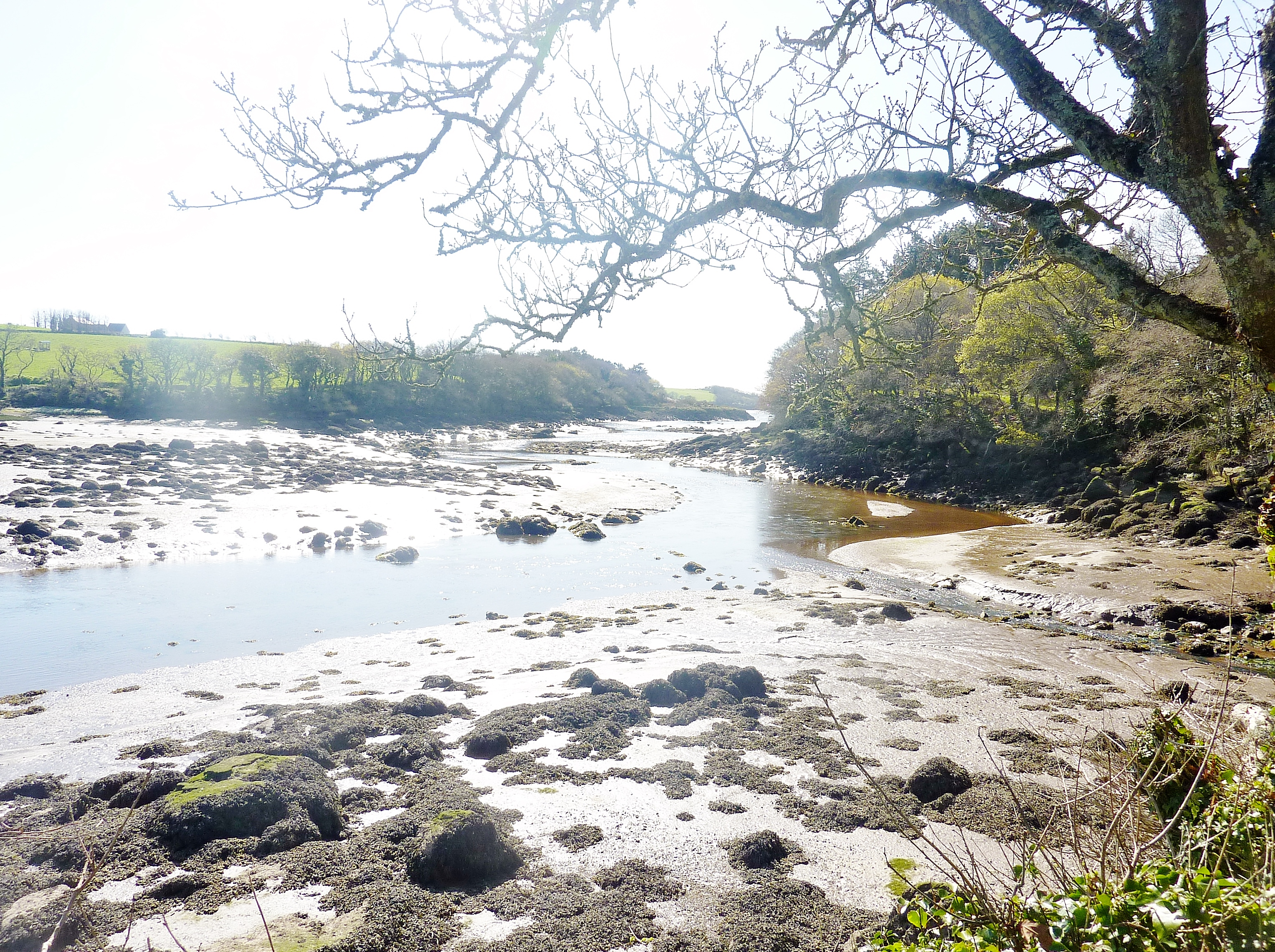
L'Aber Ildut à marée basse vu des environs du moulin de Bel-Air en Brélès (vue vers l'aval).

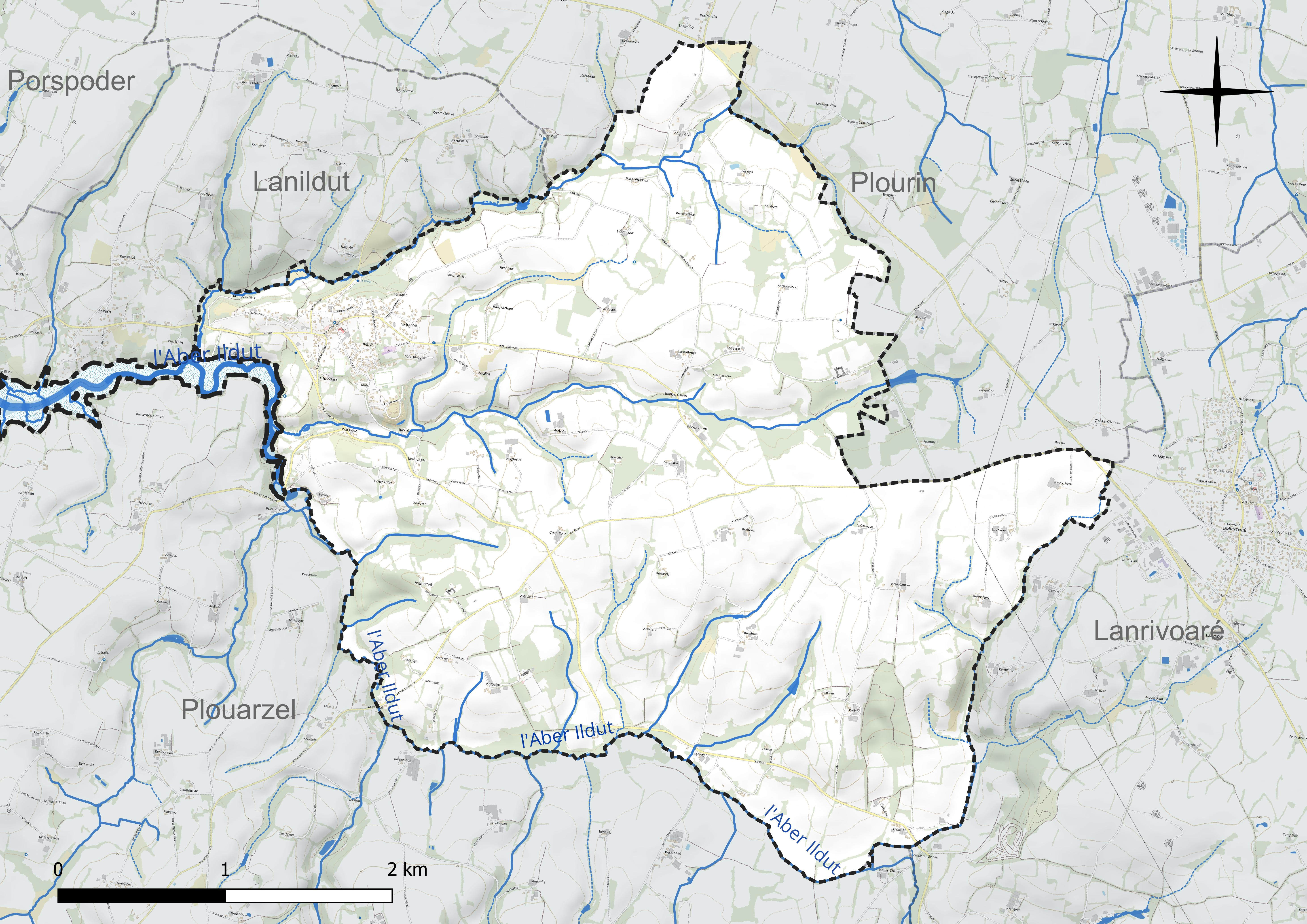
Réseau hydrographique de Brélès.

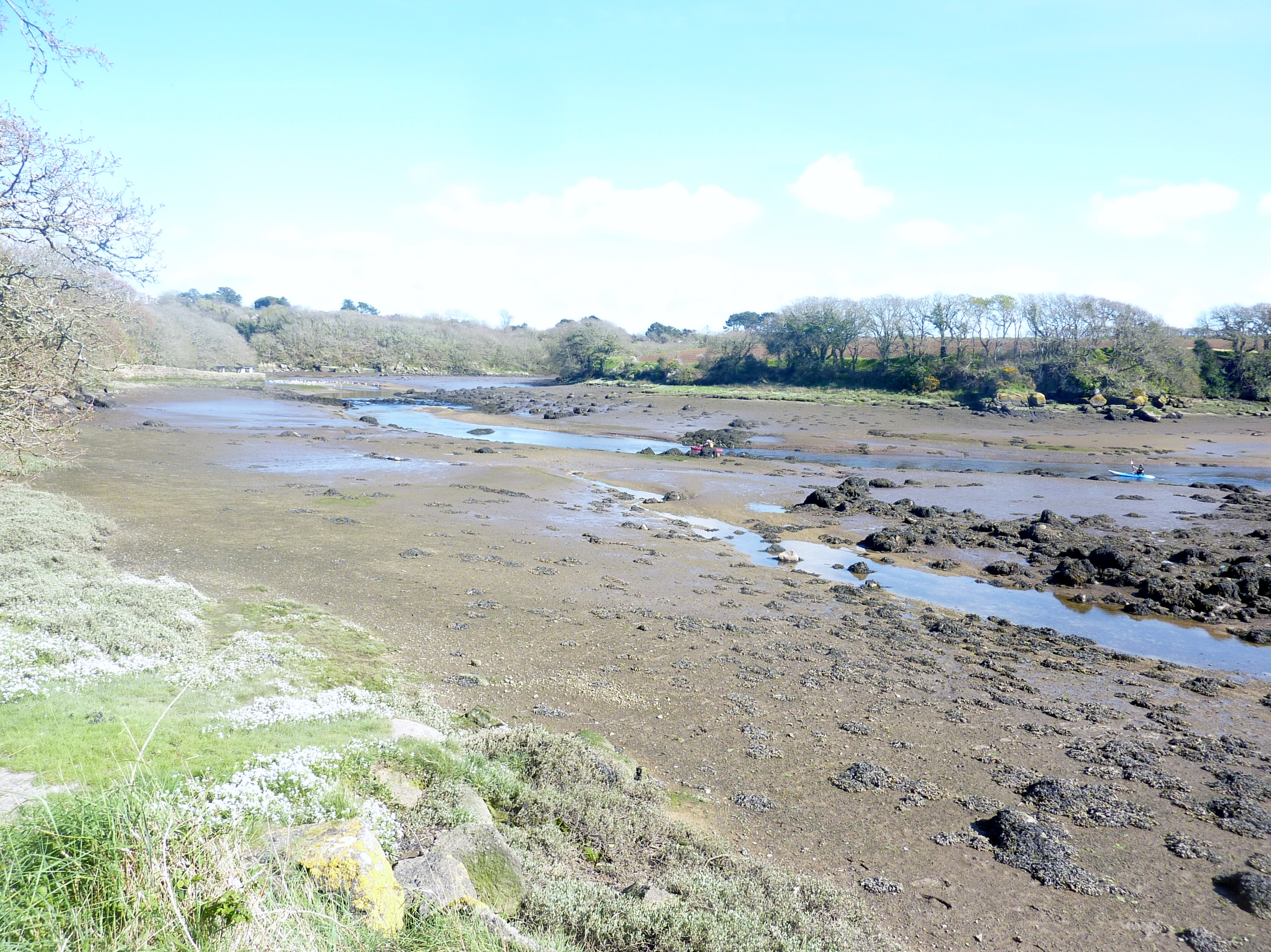
L'Aber Ildut à marée basse vu des environs du moulin de Bel-Air en Brélès (vue vers l'amont).

### Climat
Pour des articles plus généraux, voir Climat de la Bretagne et Climat du Finistère.
En 2010, le climat de la commune est de type climat océanique franc, selon une étude du CNRS s'appuyant sur une série de données couvrant la période 1971-2000. En 2020, Météo-France publie une typologie des climats de la France métropolitaine dans laquelle la commune est exposée à un climat océanique et est dans la région climatique  Finistère nord, caractérisée par une pluviométrie élevée, des températures douces en hiver (6 °C), fraîches en été et des vents forts. Parallèlement l'observatoire de l'environnement en Bretagne publie en 2020 un zonage climatique de la région Bretagne, s'appuyant sur des données de Météo-France de 2009. La commune est, selon ce zonage, dans la zone « Littoral », exposée à un climat venté, avec des étés frais mais doux en hiver et des pluies moyennes.  
Pour la période 1971-2000, la température annuelle moyenne est de 11,8 °C, avec  une amplitude thermique annuelle de 9,5 °C. Le cumul annuel moyen de précipitations est de 911 mm, avec 15,6 jours de précipitations en janvier et 7,4 jours en juillet. Pour la période 1991-2020, la température moyenne annuelle observée sur la station météorologique la plus proche, située sur la commune de Ploudalmézeau à 8 km à vol d'oiseau, est de 12,1 °C et le cumul annuel moyen de précipitations est de 997,1 mm,. Pour l'avenir, les paramètres climatiques de la commune estimés pour 2050 selon différents scénarios d'émission de gaz à effet de serre sont consultables sur un site dédié publié par Météo-France en novembre 2022.

## Urbanisme

### Typologie
Au 1er janvier 2024, Brélès est catégorisée commune rurale à habitat dispersé, selon la nouvelle grille communale de densité à 7 niveaux définie par l'Insee en 2022.
Elle appartient à l'unité urbaine de Porspoder, une agglomération intra-départementale dont elle est une commune de la banlieue,. Par ailleurs la commune fait partie de l'aire d'attraction de Brest, dont elle est une commune de la couronne,. Cette aire, qui regroupe 68 communes, est catégorisée dans les aires de 200 000 à moins de 700 000 habitants,.
La commune, bordée par la mer d'Iroise, est également une commune littorale au sens de la loi du 3 janvier 1986, dite loi littoral. Des dispositions spécifiques d'urbanisme s'y appliquent dès lors afin de préserver les espaces naturels, les sites, les paysages et l'équilibre écologique du littoral, tel le principe d'inconstructibilité, en dehors des espaces urbanisés, sur la bande littorale des 100 mètres, ou plus si le plan local d'urbanisme le prévoit.

### Occupation des sols
L'occupation des sols de la commune, telle qu'elle ressort de la base de données européenne d'occupation biophysique des sols Corine Land Cover (CLC), est marquée par l'importance des territoires agricoles (89,5 % en 2018), en diminution par rapport à 1990 (90,4 %). La répartition détaillée en 2018 est la suivante : 
zones agricoles hétérogènes (62,7 %), terres arables (14,9 %), prairies (11,9 %), forêts (5,6 %), zones urbanisées (4,8 %), eaux maritimes (0,1 %). L'évolution de l'occupation des sols de la commune et de ses infrastructures peut être observée sur les différentes représentations cartographiques du territoire : la carte de Cassini (XVIIIe siècle), la carte d'état-major (1820-1866) et les cartes ou photos aériennes de l'IGN pour la période actuelle (1950 à aujourd'hui).

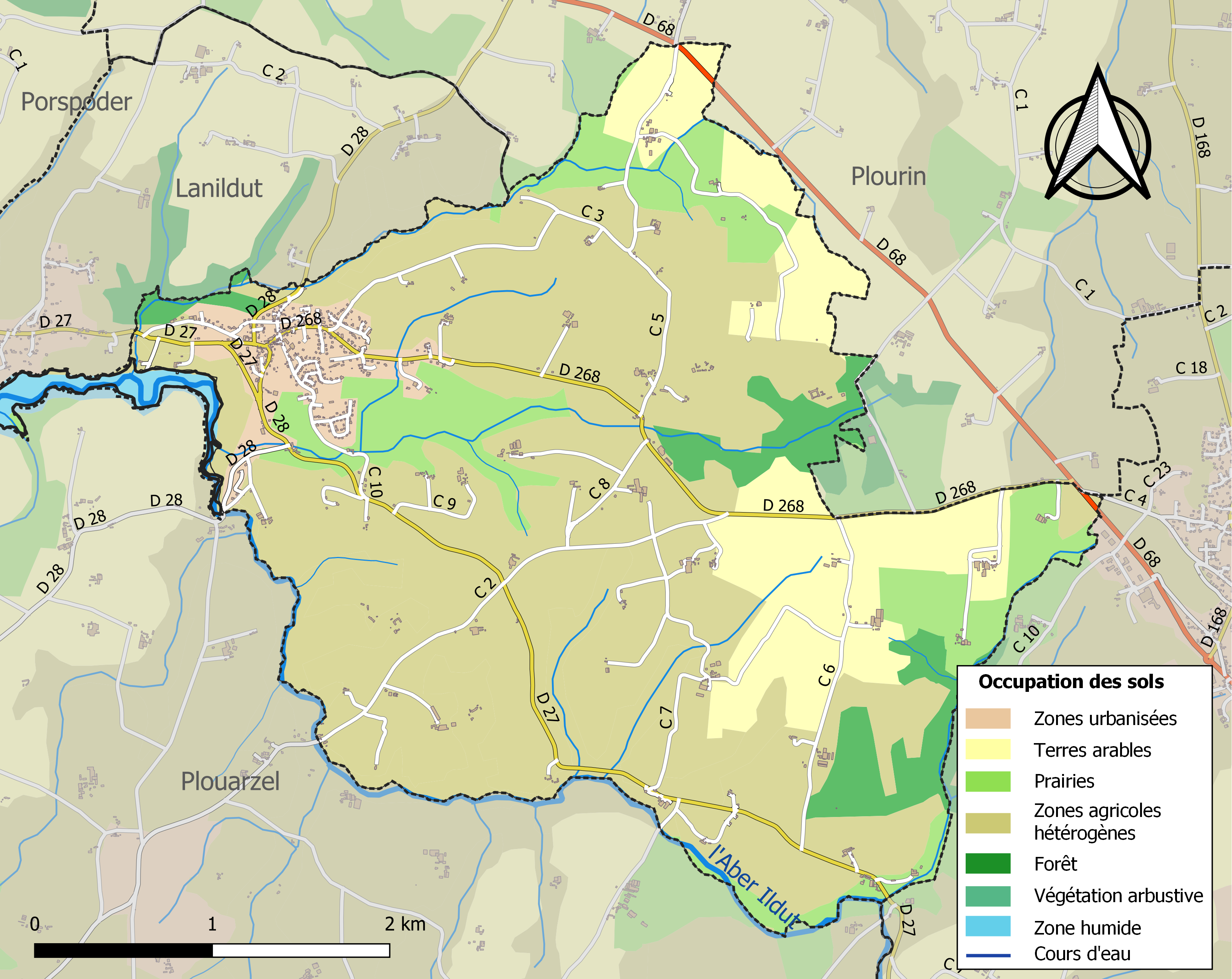
Carte des infrastructures et de l'occupation des sols de la commune en 2018 (CLC).

## Toponymie
Brélès, en breton Brelez.
Brelez : Bre (colline) et Lez (justice) et doit son nom au fait qu'elle était une hauteur sur laquelle autrefois la justice était rendue.

## Histoire

### Préhistoire et Antiquité
Brélès ne possède pas de monument mégalithique mais des urnes funéraires furent trouvées en 1840 à Kerelegou (dont le nom signifie en breton "village des ossements").

### Moyen Âge
Selon Charles Nodier, Justin Taylor et Alphonse de Cailleux, le roi semi-légendaire Conan Mériadec aurait abordé en Bretagne sur les rives de l'Aber Ildut où il aurait fait construire une demeure connue sous le nom de "Castel Mériadec", située entre Plouarzel et Brélès (dans les parages de Bel-Air selon le Chevalier de Fréminville, mais aucune trace archéologique ne vérifie cette assertion), dont des ruines étaient encore visibles au début du XIXe siècle ; les débris des murailles auraient servi à la construction d'un moulin. Jean-Baptiste Ogée en 1778 l'avait déjà affirmé : « On remarque à Plourin [en fait à Brélès] le plus ancien monument qui soit connu en Bretagne [sic]. C'est le château que Conan Mériadec y fit bâtir vers l'an 387, qu'il appela de son nom Castel-Meriadec ; ce monarque y séjournait assez souvent ».

### Époque moderne
Au XVIe siècle, Brélès faisait partie de la sénéchaussée de Brest et Saint-Renan.
Le manoir de Brescanvel est construit en style gothique au milieu du XVIe siècle par la famille Le Roux (parmi ses membres, Guillaume Le Roux, écuyer, est seigneur de Brescanvel à la fin du XVIIe siècle). Le décès le 21 janvier 1755 de l'abbé Louis-Charles Le Roux, seigneur de Brescanvel et curé de Guilers, fit passer la seigneurie aux mains de son cousin François de Poulpiquet, originaire de Tréménech ; en raison du mariage la même année de son fils Louis de Poulpiquet avec l'héritière de Lesmel (en Plouguerneau), la famille vécut à Lesmel, mais accola le suffixe "de Brescanvel" à son nom de famille.
Le manoir de Bel-Air, une maison noble, a été édifié en 1599 par un seigneur de Kerangar. Son architecture n'a pas été modifiée depuis le XVIe siècle ; sur sa façade ouest des échauguettes et un fossé le défendaient, la cale et le quai, qui donnaient un accès direct à la mer, étant protégés par des canons. L'endroit est si secret qu'on ne l'atteignait par la rive qu'à marée basse ; ce site discret permettait, probablement à des corsaires, de décharger leurs prises à l'abri des regards. Selon la légende Bel-Air fut un repaire de contrebandiers pendant la Révolution française ; plus tard Victor Hugo serait venu y retrouver Juliette Drouet qui séjournait à Saint-Renan.
Le moulin de Bel-Air, situé à proximité, a été construit en 1617 ; ce moulin à marée était alimenté en eau par un étang à marée descendante.
Le château de Kergroadès [Kergroadez] est construit au début du XVIIe siècle par François III de Kergroadez.

### Révolution française
La commune de Brélès est créée le 14 janvier 1791. Brélès fut même à partir du 5 fructidor an III (22 août 1794) chef-lieu d'un canton, la nouvelle commune formé par, outre Brélès, les communes de Larret, Plourin, Lanildut, Porspoder et Lampaul-Plouarzel, mais ce canton fut dissout le 28 pluviôse an VIII (18 février 1800) et Brélès fut rattachée au canton de Ploudalmézeau.
De nombreux prêtres réfractaires furent cachés par les habitants ; la majorité des paroissiens se refusait à assister aux offices des prêtres constitutionnels ; le 28 mars 1792, jour du pardon, des paroissiennes manifestèrent bruyamment contre le prêtre assermenté de Plourin qui célébrait la messe.

### LeXIXesiècle
Auparavant trève de Plourin, Brélès devint une paroisse autonome en 1802, à la suite du Concordat de 1801.
A. Marteville et P. Varin, continuateurs d'Ogée, présentent en 1843 Brélès de manière très succincte : « Brélès, commune formée de l'ancienne trève de Plourin ; aujourd'hui succursale ; chef-lieu de perception. Il y a foire le 26 novembre ; le lendemain si ce jour est férié. Géologie : constitution granitique ».
Une loi datée du 22 mai 1850 remania de manière importante les limites des communes de Plourin, Landunvez, Lanrivoaré, Lanildut et Brélès afin de mettre fin à un découpage très complexe issu des paroisses d'Ancien Régime.
Une épidémie de variole frappa Brélès et des communes avoisinantes en 1882.
Benjamin Girard décrit en ces termes Brélès en 1889 : 

« Ancienne trève de Plourin, la commune de Brélès, située à l'extrémité du petit estuaire formé par la rivière de l'Aber-Ildut, est traversée par la route départementale n°6. Le bourg, qui est placé sur cette route,a une population agglomérée de 249 habitants. Ce bourg, aujourd'hui sans importance, était autrefois le siège de la juridiction de la seigneurie de Kergroadès,ayant haute, moyenne et basse justice »

### LeXXesiècle

#### La Belle Époque
En 1903 la famille De Taisne, alors propriétaire du manoir de Bel-Air, vendit le moulin de Bel-Air à un ingénieur chimiste, Vienne, qui le transforma en brûlerie à goémon, puis en fabrique artisanale de savon ("savon Lechien", par analogie au "savon Lechat" fabriqué à Marseille).

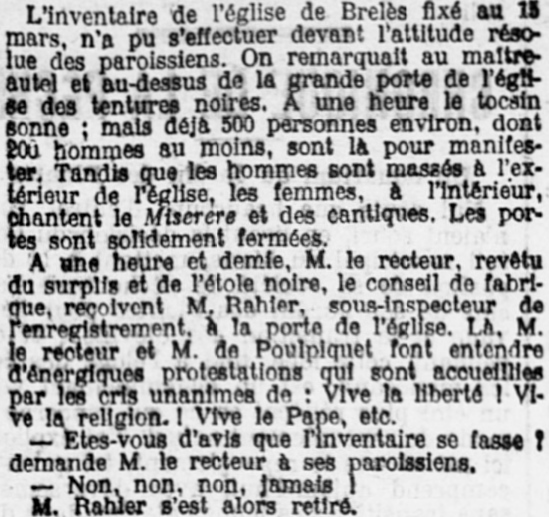
L'échec de la première tentative de l'inventaire des biens d'église à Brélès le 15 mars 1906 face aux protestations des paroissiens (journal L'Ouest-Éclair du 18 mars 1906).

Les Frères de Lamennais se virent refuser le droit de poursuivre leur enseignement à l'école des garçons de Brélès le 23 avril 1903. Le 10 juin 1904, Marie Le Pape, religieuse de la Congrégation du Saint-Esprit et directrice de l'école ds filles de Brélès, fut condamnée à 80 francs d'amende par le tribunal correctionnel de Brest « pour avoir dirigé après le 1er septembre 1903, sans autorisation, un établissement congréganiste » ; les autres sœurs furent acquittés, mais Louise Rivoal, propriétaire des locaux de l'école fut condamnée à 25 francs d'amende et à la moitié des dépens, solidairement avec Marie Le Pape.
L'inventaire des biens d'église à Brélès ne put se faire comme prévu le 15 mars 1906 en raison des manifestations des paroissiens, mais put finalement se faire sans trop de difficultés en novembre 1906 car trois agents surprirent le sacristain et lui dérobèrent de force la clef de l'église.
En mai 1912 sept sœurs de la Congrégation des Filles du Saint-Esprit furent condamnées pour « reconstitution de congrégation » à Brélès.
En 1913, la voie ferrée à voie étroite projetée entre Saint-Renan et Porspoder vit le tracé retenu suivre le bord de l'Aber Ildut entre Brélès et Lanildut ; mais cette voie ferrée projetée ne fut finalement jamais construite en raison de la Première Guerre mondiale.

#### La Première Guerre mondiale

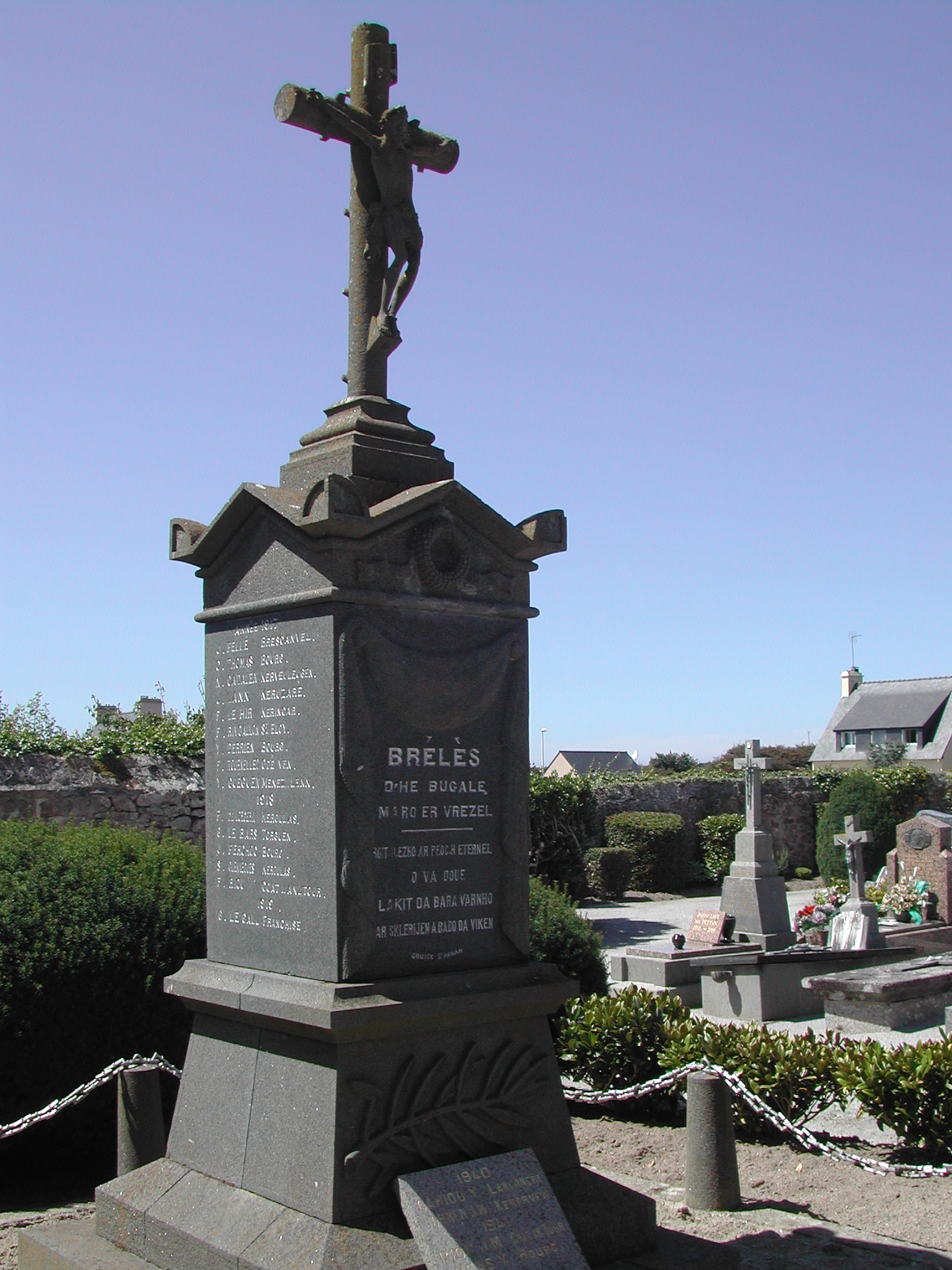
Le monument aux morts de Brélès

Le monument aux morts de Brélès porte les noms de 31 soldats et marins morts pour la France pendant la Première Guerre mondiale; parmi eux 2 au moins sont morts en Belgique (Vincent Poumellec, quartier-maître fusilier au 1er régiment de fusiliers marins à Zuydcoote le 17 décembre 1914 et Pierre de Lorgeril, maître pointeur au 175e régiment d'artillerie de tranchée, à Poperinghe le 12 mai 1918) ; François Guenneguès, canonnier au 274e régiment d'artillerie de campagne, est mort de maladie à Salonique (Grèce) alors qu'il participait à l'expédition de Salonique ; la plupart des autres sont morts sur le sol français.

#### L'Entre-deux-guerres
Guillaume Le Gall, brigadier au 4e régiment d'artillerie coloniale, est mort le 2 juin 1919 à Hanoï (Tonkin), victime d'une insolation ; son nom figure aussi sur le monument aux morts de Brélès.
En décembre 1936, les époux Forest, fermiers à Lanambroas, qui avaient douze enfants, reçurent un « prix de vertu » décerné par l'Académie française. Ils reçurent aussi le prix Cognacq-Jay.

#### La Seconde Guerre mondiale
Le monument aux morts de Brélès porte les noms de 4 personnes mortes pour la France pendant la Deuxième Guerre mondiale dont Jean Cornen, mort en captivité le 5 novembre 1940 à Versitorben (Allemagne).
Michel Chevillotte, vivant à Brélès, est un militant nationaliste breton gravement compromis dans la collaboration avec l'Allemagne. Il fut sous l'Occupation chef cantonal du PNB à Plougonvelin. Il s'engagea dans la Bezen Perrot en décembre 1943 et surnommé « Bleiz » [« Loup » en breton], il devint rapidement chef du groupe cantonné au château du Bouéxic en Guer. Il participa activement à la lutte contre la Résistance, notamment à Scrignac, Callac, Trébrivan et Saint-Nicolas-du-Pélem. Au moment de la débâcle allemande, en juillet 1944, en route vers l'Allemagne, il participa à l'exécution de 49 résistants à Creney-près-Troyes (Aube) et s'engagea dans les Waffen SS. Il fut condamné à mort par contumace et à la confiscation de tous ses biens par la Cour de justice de Rennes lors de la Libération[réf. souhaitée], mais en fait ne fut jamais inquiété.
Les résistants FFI de Lanildut et Brélès étaient abrités à Pérénévez en Brélès. En août 1944, des combats se déroulèrent à Bel-Air entre des résistants FFI et des troupes allemandes. Une stèle au bord de la D27 rappelle l'événement.

## Démographie
| 1793 | 1800 | 1806 | 1821 | 1831 | 1836 | 1841 | 1846  | 1851 |
| ---- | ---- | ---- | ---- | ---- | ---- | ---- | ----- | ---- |
| 643  | 709  | 936  | 888  | 926  | 920  | 946  | 1 001 | 908  |

| 1856 | 1861 | 1866 | 1872 | 1876 | 1881 | 1886 | 1891 | 1896 |
| ---- | ---- | ---- | ---- | ---- | ---- | ---- | ---- | ---- |
| 862  | 844  | 894  | 818  | 913  | 966  | 921  | 962  | 876  |

| 1901 | 1906 | 1911 | 1921 | 1926 | 1931 | 1936 | 1946 | 1954 |
| ---- | ---- | ---- | ---- | ---- | ---- | ---- | ---- | ---- |
| 861  | 890  | 901  | 921  | 822  | 828  | 778  | 808  | 720  |

| 1962 | 1968 | 1975 | 1982 | 1990 | 1999 | 2004 | 2006 | 2009 |
| ---- | ---- | ---- | ---- | ---- | ---- | ---- | ---- | ---- |
| 689  | 624  | 528  | 600  | 763  | 749  | 779  | 792  | 832  |

| 2014 | 2019 | 2022 | - | - | - | - | - | - |
| ---- | ---- | ---- | - | - | - | - | - | - |
| 885  | 861  | 867  | - | - | - | - | - | - |

## Lieux et monuments
- Le château de Kergroadès, construit entre 1602 à 1613 par François de Kergroadès, seigneur du dit lieu. En ruine vers 1860, il est alors acheté par Le Jeune, notaire à Saint-Renan. Au XXe siècle, il devient la propriété de la famille Chevillotte qui l'a restauré.

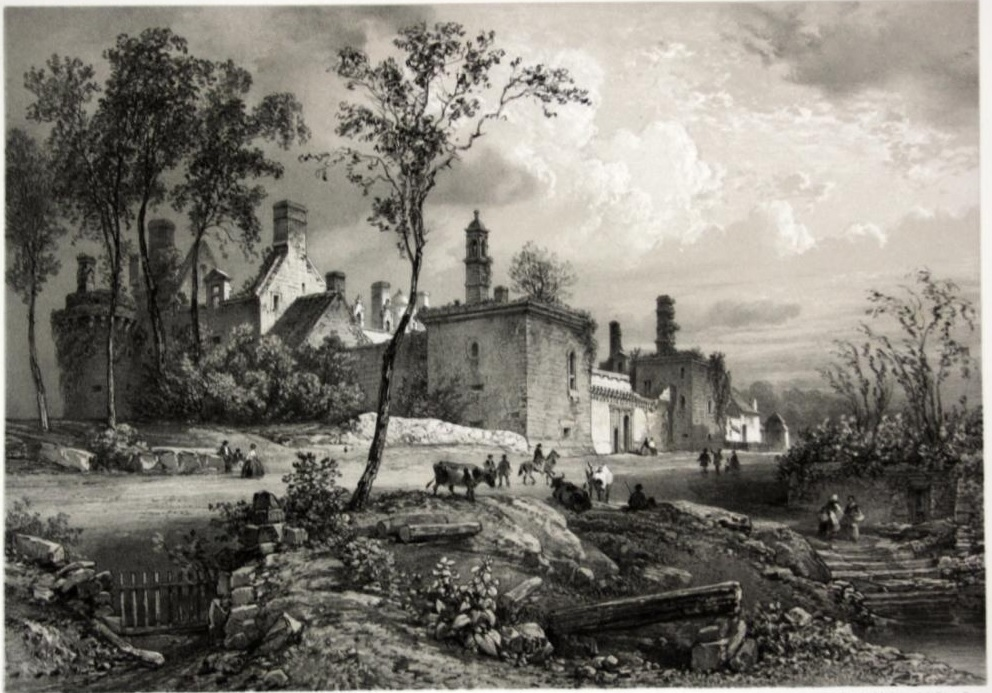
Les ruines du château de Kergroadez en 1860 (dessin de Félix Benoist).
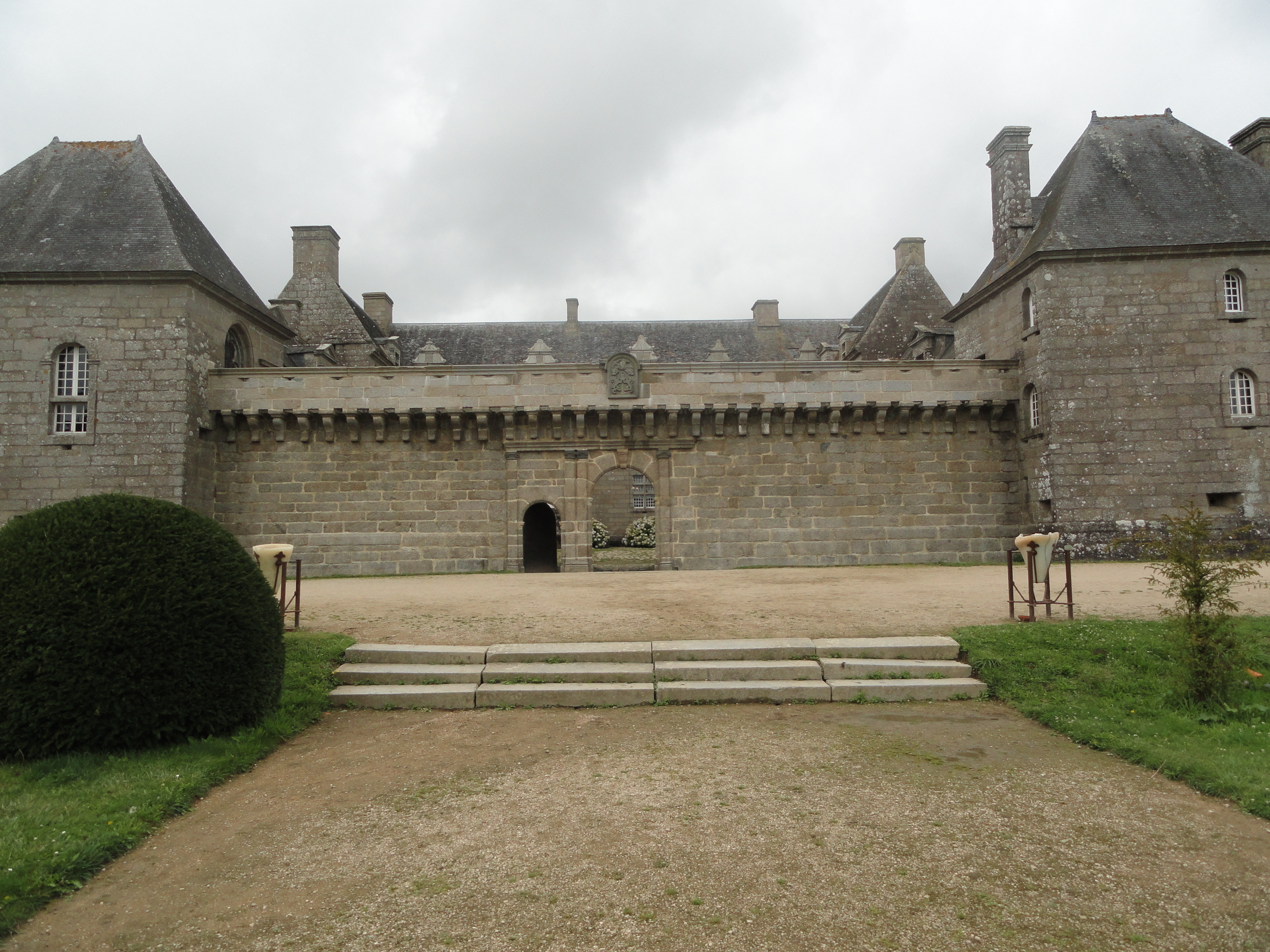
Château de Kergroadès : la façade avant.
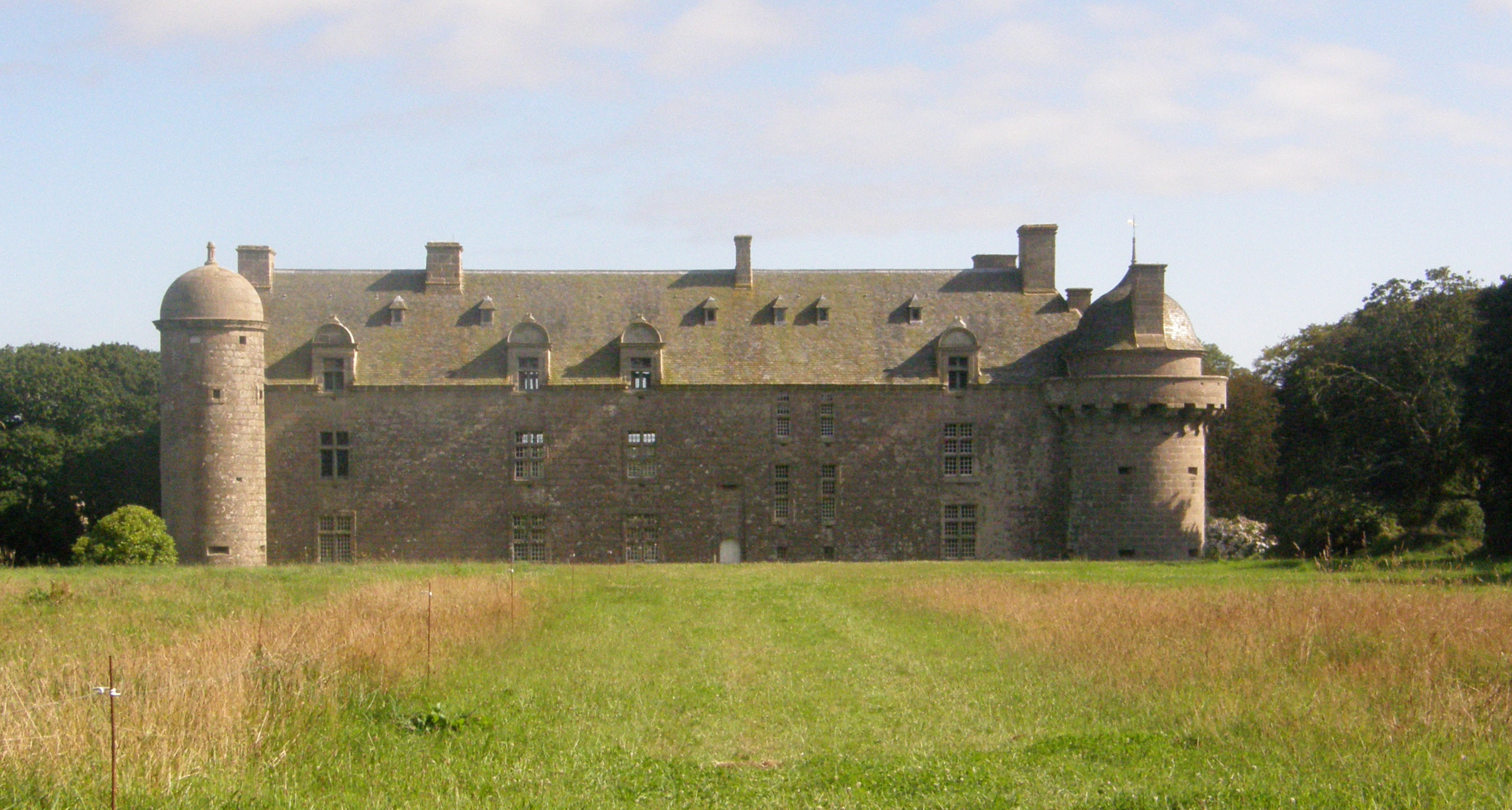
Château de Kergroadès : vue d'ensemble de la façade arrière.
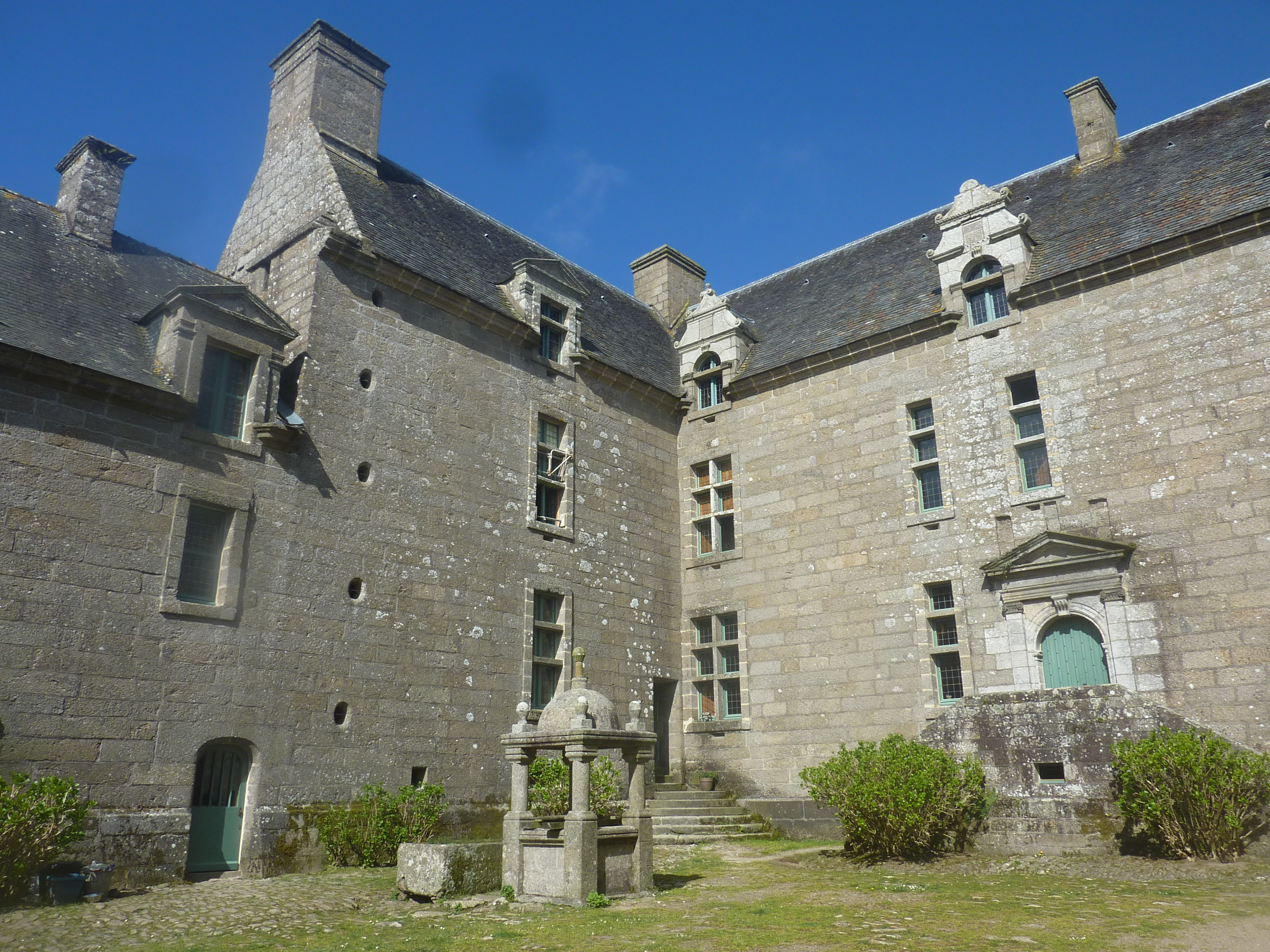
Château de Kergroadès : la cour intérieure et le puits.
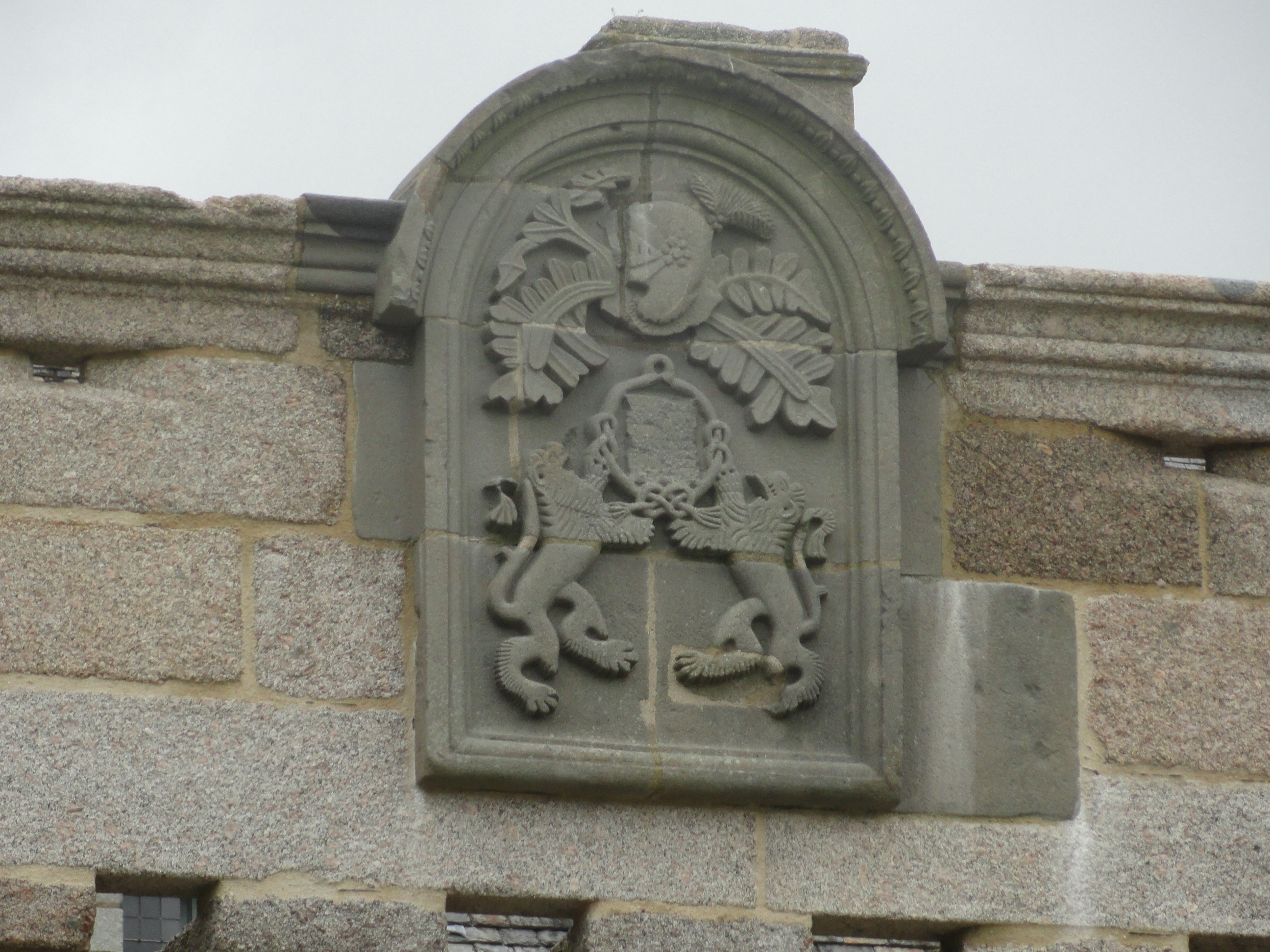
Château de Kergroadès : le blason.

- Le manoir de Bel-Air, construit en 1599 par François de Kerangar, de style Renaissance.

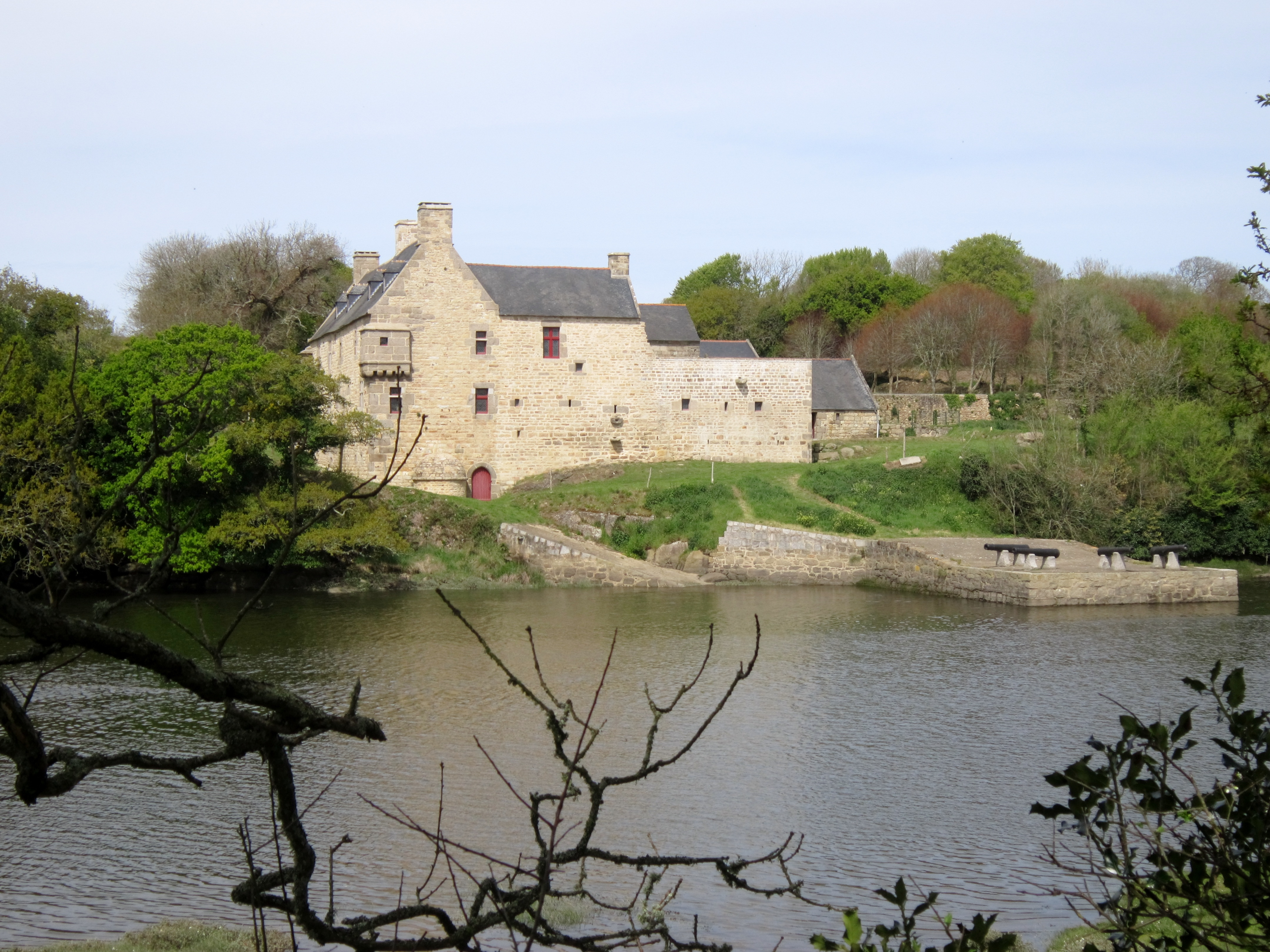
Le manoir de Bel-Air (rive droite de l'Aber Ildut) vu de la rive gauche de l'Aber Ildut (en Plouarzel) 1.
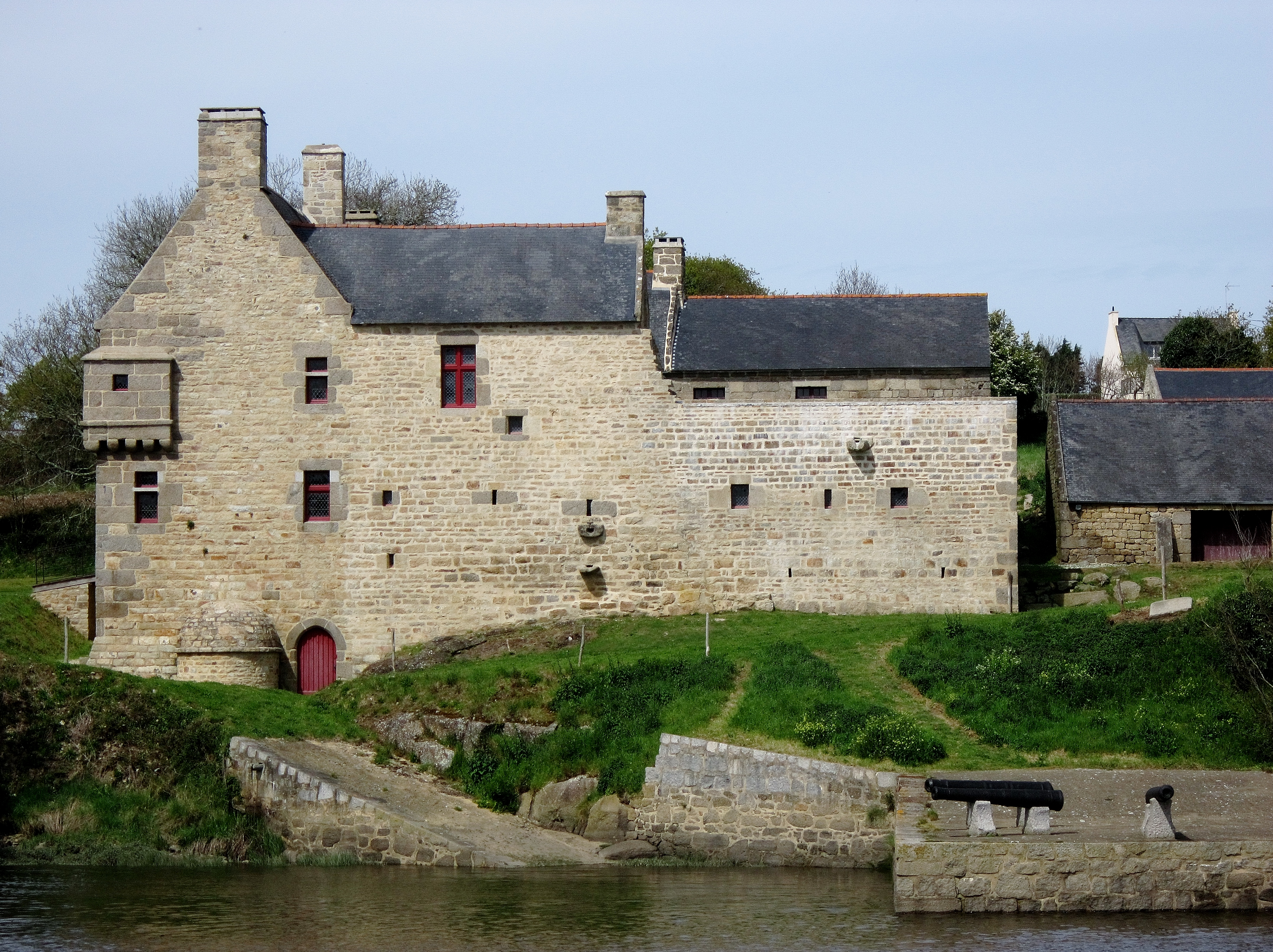
Le manoir de Bel-Air vu de la rive gauche de l'Aber Ildut (en Plouarzel) 2.
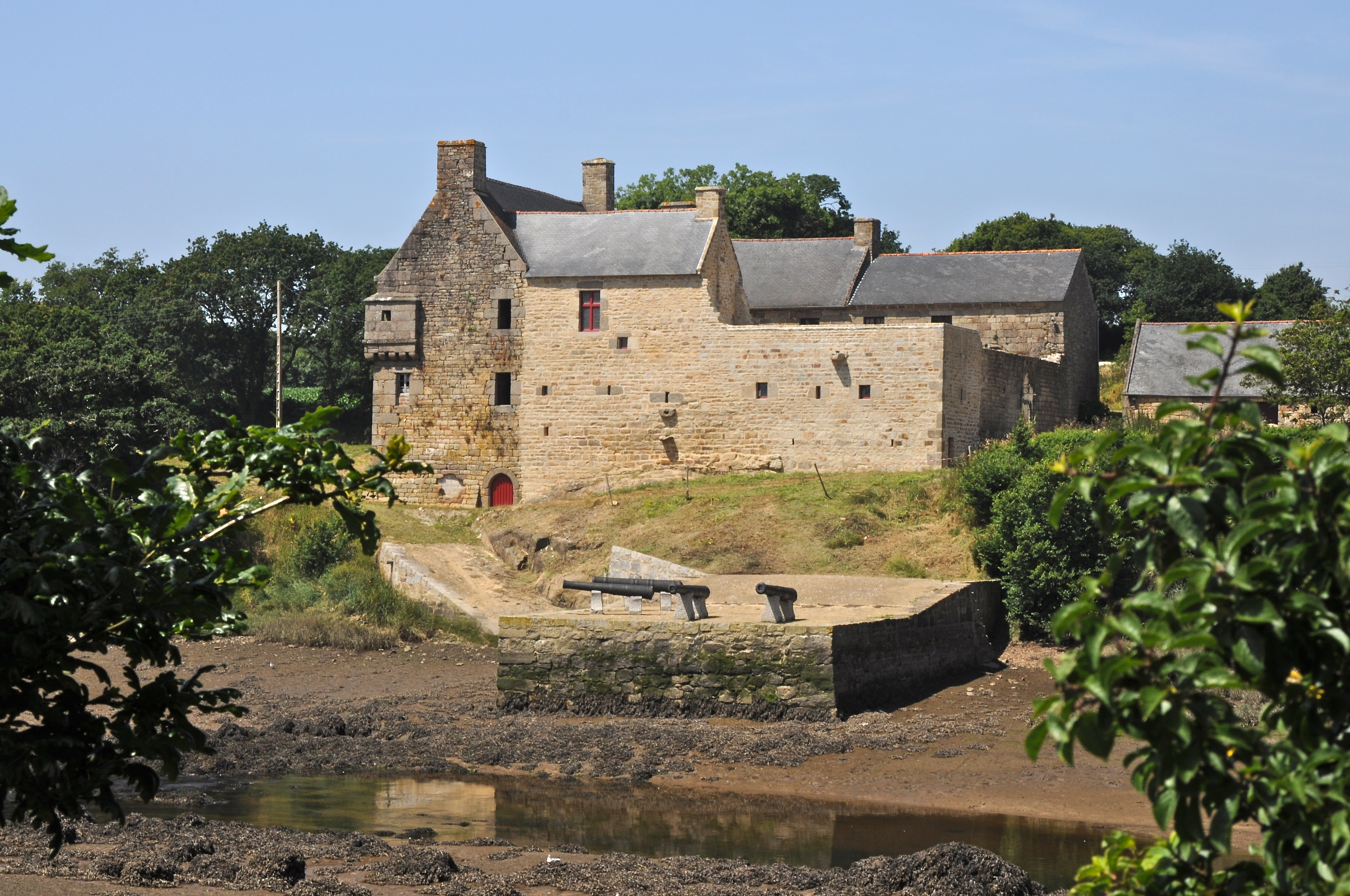
Le manoir de Bel-Air vu de la rive gauche de l'Aber Ildut (en Plouarzel) 3.
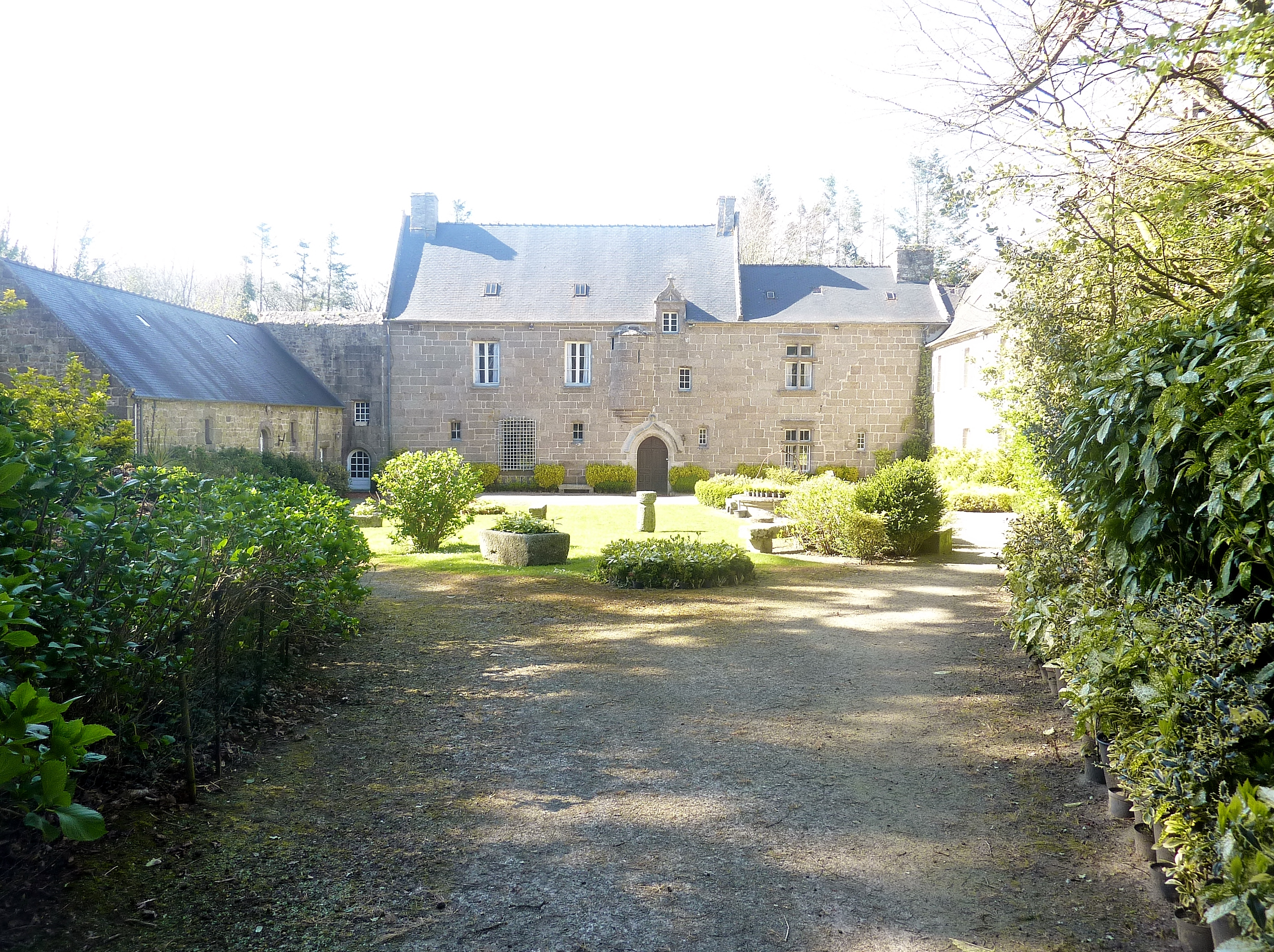
Le manoir de Bel-Air vu depuis sa cour intérieure.
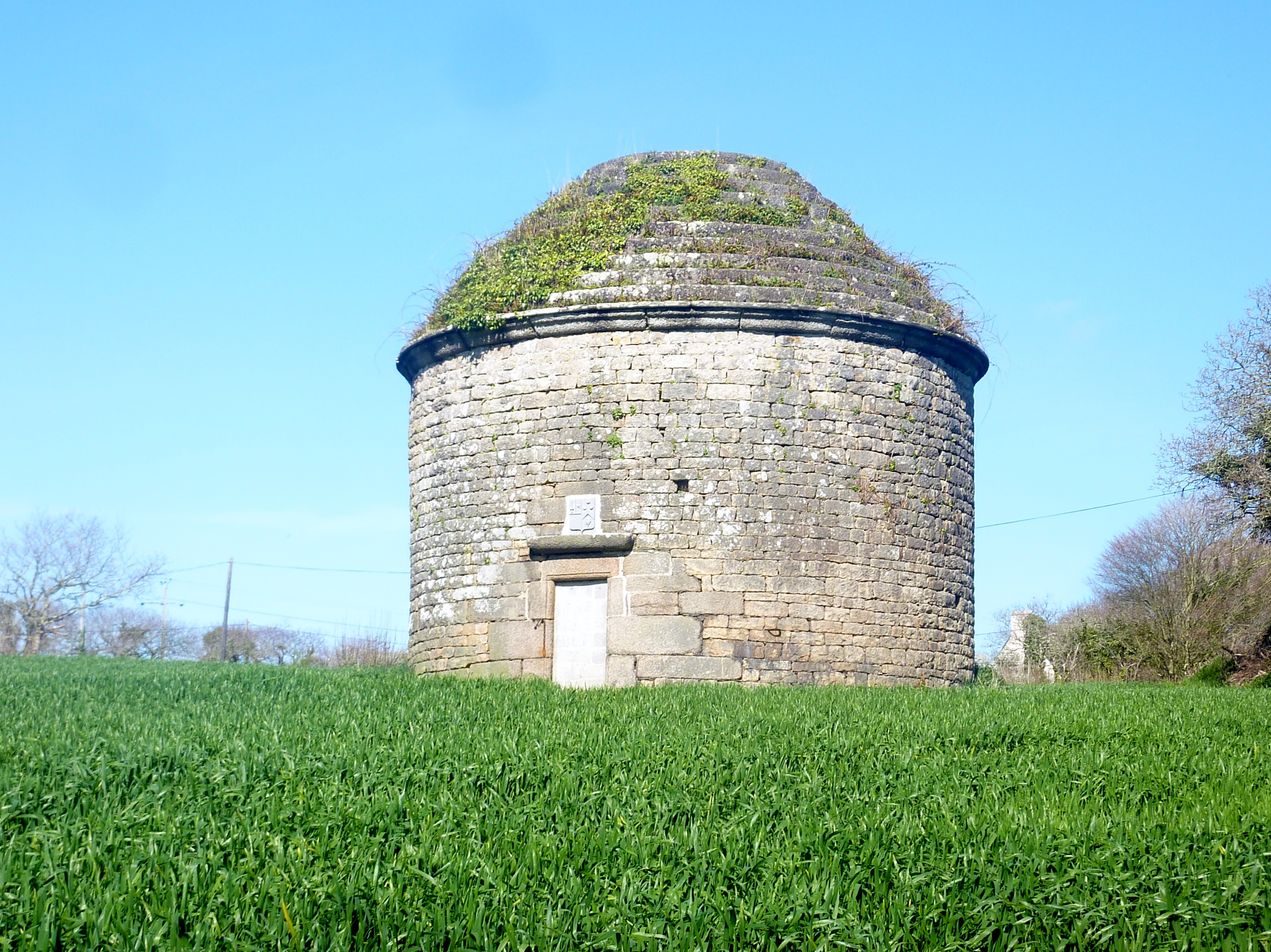
Pigeonnier près du manoir de Bel-Air.

- Le manoir de Brescanvel date du XVIe siècle[43].François de Poulpiquet, cousin de Charles Le Roux de Brescanvel, recteur de Guilers, a hérité du manoir au XVIIIe siècle, c'est l'origine de la famille de Poulpiquet de Brescanvel.

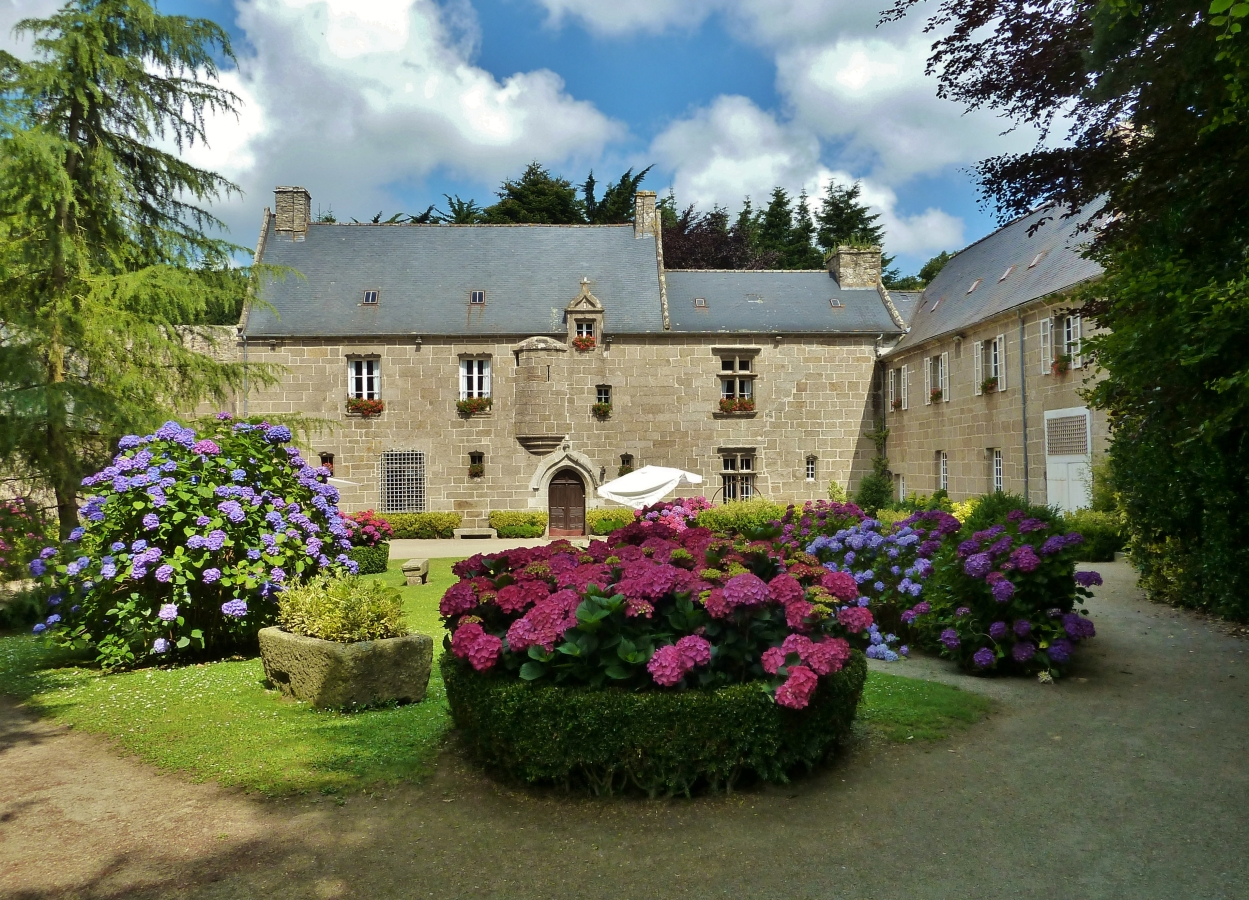
Manoir de Brescanvel : la cour intérieure.

- Le château de Keroulas, habité en 1640 par Jehan de Keroulas. Selon une gwerz recueillie par Théodore Hersart de La Villemarqué dans son Barzaz Breiz, Marie de Keroulas, que l'on obligea en 1565 à se marier avec le peu séduisant François du Chastel, seigneur de Mezle et Chateaugal[Note 18], en serait morte de chagrin en 1582. Le château a été reconstruit au XVIIIe siècle dans le style classique.

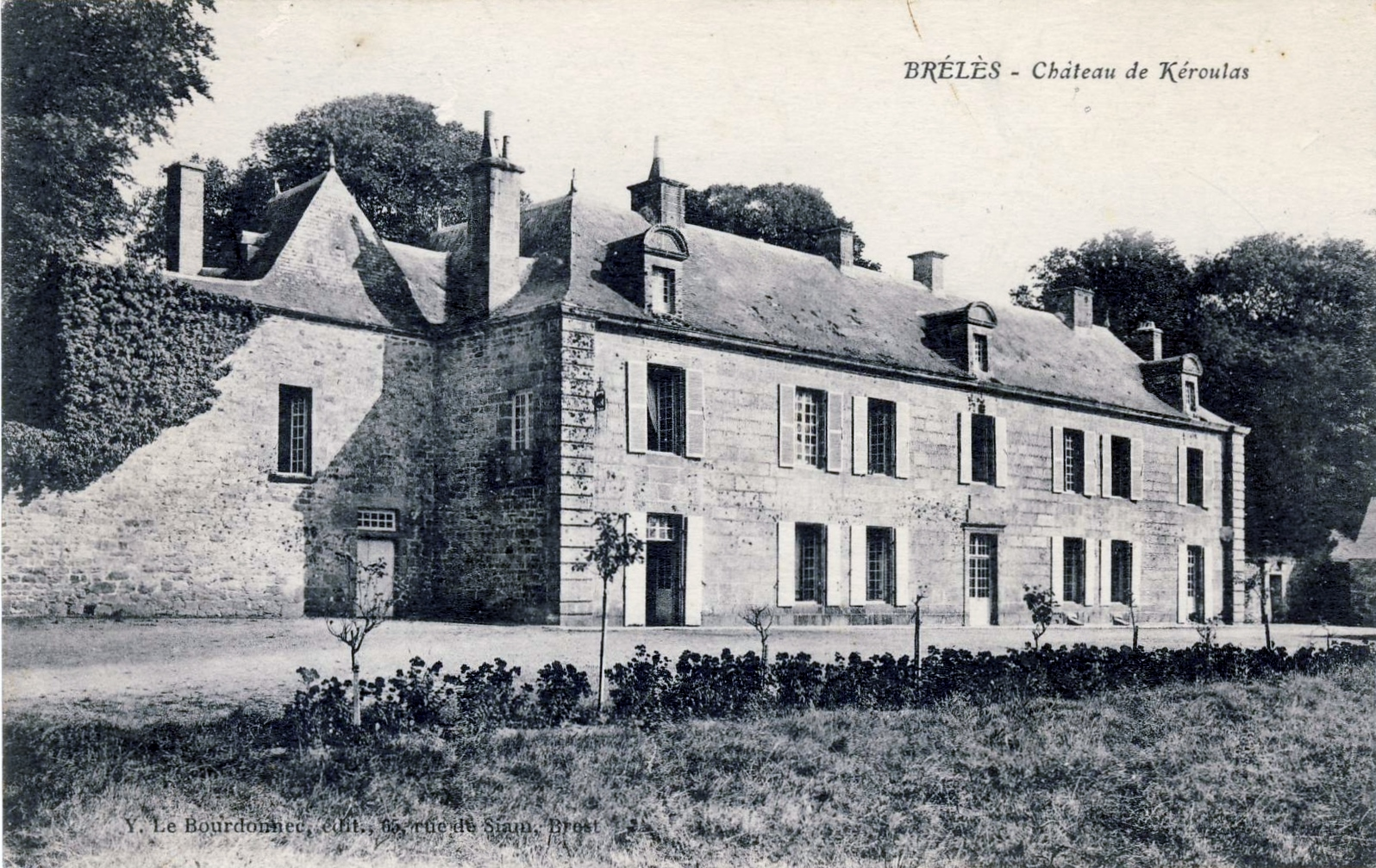
Le château de Keroulas vers 1900 (carte postale d'Yves Le Bourdonnec).

- L'église paroissiale Notre-Dame, en forme de croix latine, fut fondée en tant que chapelle au XIVe siècle par les seigneurs de Kergroadès, avant de devenir église tréviale, puis église paroissiale en 1802. Les armoiries en kersanton d'Olivier du Chastel et Jeanne de Plœuc se trouvent sur son portail ouest. L'église a été largement reconstruite et agrandie en 1855, comprenant désormais une nef avec bas-côtés et deux chapelles latérales en guise de transept ornées de quatre anges musiciens[44]. L'église a conservé son enclos paroissial dont l'entrée est décorée par une porte triomphale qui date du début du XVIIe siècle et porte une dédicace de François de Keringar, seigneur de Bel-Air[45].

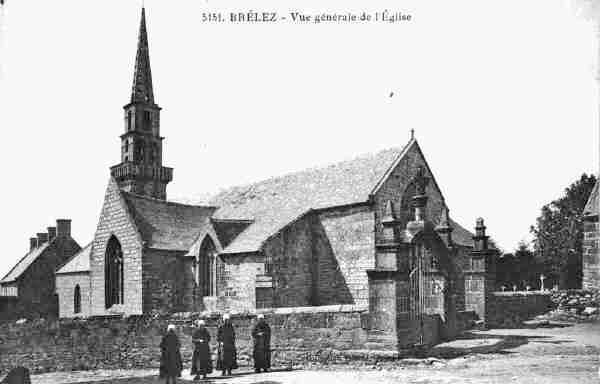
L'église paroissiale de Brélès vers 1900.
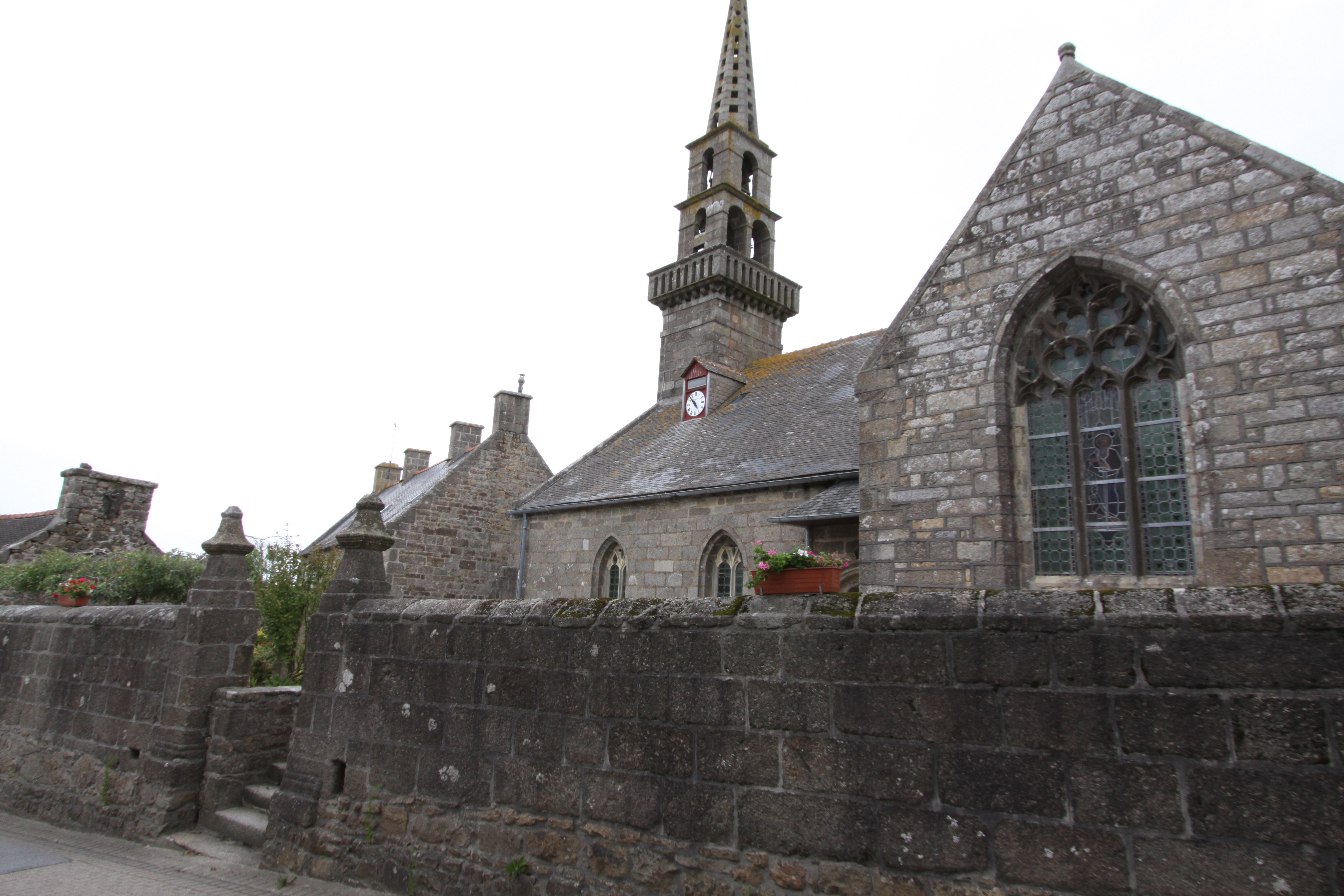
L'église paroissiale de Brélès.
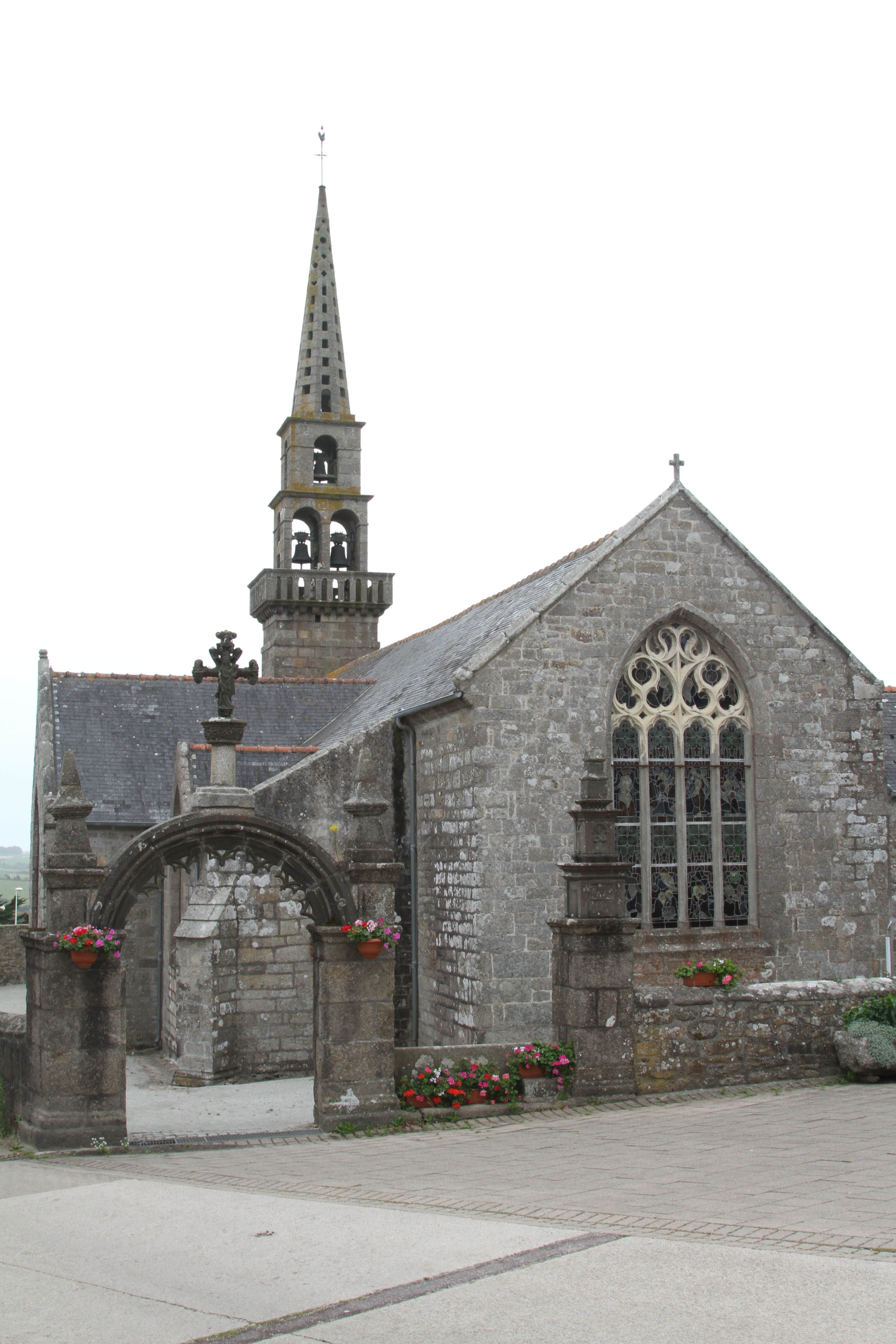
L'église paroissiale de Brélès et la porte triomphale de l'enclos paroissial.